# Hronská Breznica
Hronská Breznica je obec na Slovensku v okrese Zvolen. Leží asi 10 km západně od Zvolena, na železniční trati Nové Zámky – Zvolen a na rychlostních silnicích R1 a R2.

## Poloha
Obec leží na Středním Pohroní, na severním okraji Štiavnických vrchů a levém břehu řeky Hron. Na východním okraji obce ústí říčka Jasenica, jejímž údolím vede železniční trať Hronská Dúbrava – Banská Štiavnica a silnice I/51. Jižním okrajem obce vede hranice CHKO Štiavnické vrchy .

## Dějiny
I když první písemná zmínka o "Brezenche" je až z roku 1424, lze s určitostí předpokládat pohyb a pobyt lidí v katastru obce již ve starších dobách. Dokládá to nález bronzového oštěpu z období lužické kultury (1900 až 800 před n. l.), ale také poloha na křižovatce pohronské cesty a cesty do Banské Štiavnice. Do 16. století patřila dobronivskému panství, později Jiřímu Turzovi, Banskobystrické komoře a od 18. století částečně hradům Dobrá Niva a Šášov. Při sčítání v roce 1828 bylo v obci 30 domů a 226 obyvatel, kteří se živili zemědělstvím a prací v lesích.
Po roce 1848 byla obec zařazena do okresu Zvolen ve Zvolenské župě. Od 12. srpna 1872 byla v provozu železniční trať Zvolen - Vrútky (propojení s Košicko-bohumínskou dráhou), od 10. srpna 1873 začala jezdit i úzkokolejná trať do Banské Štiavnice. Během výstavby Tratě mládeže byly u obce postaveny dva ubytovací tábory. Veřejné osvětlení bylo zavedeno v roce 1955, vodovod a vodojem byly dokončeny v roce 1968 a výstavba kulturního domu začala v roce 1976 .

## Kultura a zajímavosti

### Památky
- Vesnická zvonice, zděná stavba na půdorysu čtverce s jehlancovou helmou z roku 1905 . [2]